# Leonard Mociulschi
Leonard Mociulschi (pronuncia le.oˈnard moˈt͡ʃjul.ski) (Siminicea, 27 marzo 1889 – Brașov, 15 aprile 1979) è stato un generale rumeno, di origine polacca, durante la seconda guerra mondiale.

## Carriera militare
Mociulschi iniziò la sua carriera militare nel 1910 presso la Scuola di Ufficiali di Fanteria, da cui si laureò nel 1912, con il grado di sottotenente (sublocotonente).
Prese parte alla seconda guerra balcanica (1913) e nel 1916, all'inizio della campagna rumena della prima guerra mondiale, comandò la decima compagnia del 29º reggimento di fanteria (Dorohoi), con il grado di tenente. Per il suo valore durante le battaglie di Oituz e Soveja fu decorato dal re Ferdinando e dal generale Berthelot, comandante della missione militare francese in Romania, e promosso al grado di capitano.
Dopo la fine della guerra Mociulschi fu promosso maggiore e nel 1932 gli fu dato il comando di un battaglione di montagna nel Sighetu Marmației, con il grado di tenente colonnello. Nel 1937 Mociulschi fu promosso al grado di colonnello. Durante la seconda guerra mondiale combatté sul fronte orientale contro l'Unione Sovietica e fu promosso a generale di brigata nel 1942 e a maggiore generale nel 1944.

## Il massacro di Ginta

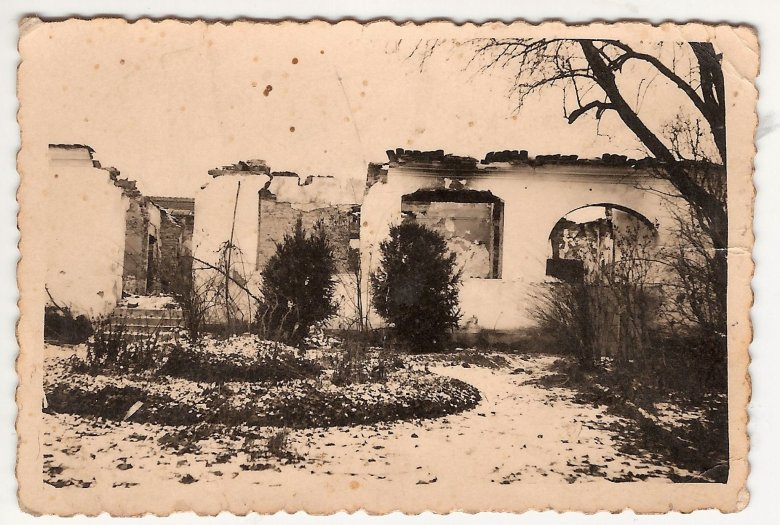
Una foto scattata a Ginta il giorno dopo del massacro.

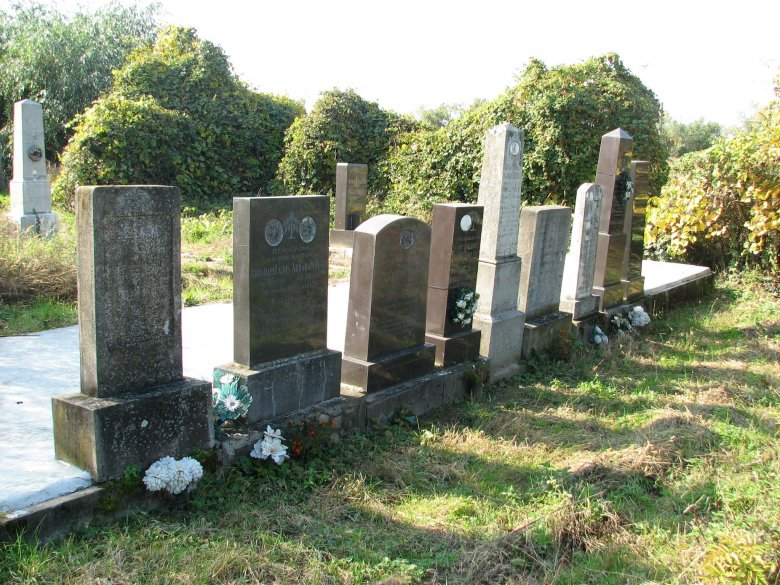
Le lapidi erette sul luogo della fossa comune a Ginta.

Leonard Mociulschi era il comandante delle truppe rumene (6º e 11º battaglione Vânători de munte) che entrarono il 24 settembre 1944 nel villaggio di Ginta (ungherese: Gyanta). La maggior parte degli abitanti del villaggio di Ginta erano ungheresi (86% di 358 abitanti), dove vivevano anche alcune famiglie rumene.
Situata nella Transilvania meridionale dopo il secondo arbitrato di Vienna, Ginta era stata occupata a breve dalle forze ungheresi quando, il 23 settembre 1944, un soldato rumeno fu ucciso da una pallottola sparata da una finestra nel villaggio. Secondo un'altra fonte, c'erano stati feroci combattimenti di strada il villaggio il 24 settembre.
Con il pretesto che il villaggio stava resistendo all'esercito rumeno (quando in realtà solo una piccola unità lasciata dall'esercito ungherese per rallentare l'avanzata dei rumeni aveva opposto resistenza), Mociulschi ordinò come rappresaglia l'incendio del villaggio.
Il capitano rumeno Teodor Brîndea (scritto anche Bridea o Bride a seconda delle fonti), un altro ufficiale e un soldato con una mitragliatrice radunarono la gente dalle strade, dai loro cortili e dalle loro case, li portarono al limite della villaggio e li giustiziarono. Due giorni dopo il massacro, l'esercito rumeno non ha dato ai morti una corretta sepoltura e ha invece scaricato i corpi degli abitanti del villaggio in una fossa comune.
Così Mociulschi fu responsabile della morte di almeno 47 civili disarmati nel villaggio, dall'età di 2 all'età di 71 anni, anche se fonti diverse menzionarono che il massacro fu perpetrato dalla divisione Tudor Vladimirescu. Mociulschi non fu mai accusato del massacro.
Zoltán Boros (ora regista e compositore), figlio del sacerdote riformato locale e sopravvissuto al massacro, aveva allora 5 anni. Quel giorno suo padre era in un campo di lavoro.  Ha ricordato che un dottore rumeno locale, Augustin Pop, ha nascosto lui e sua sorella allora di sette anni in una stanza buia, e loro madre ha chiesto loro di non fare alcun rumore. In seguito sua madre gli disse che il dottore la vestiva da cameriera in modo che non suscitasse alcun sospetto all'arrivo degli ufficiali rumeni. Uno degli ufficiali chiese: "Beh, sappiamo che il prete è nel campo, ma dov'è sua moglie?" Il dottore rispose che era già partita con gli ungheresi in ritirata.
Durante il massacro di Ginta un abitante del villaggio di nome Lájos Togyinka ha mostrato cosa significa "Fino a quando la morte non fa a pezzi" perché Togyinka era rumeno e i soldati rumeni non volevano giustiziarlo, tuttavia sua moglie era ungherese e Togyinka invece di fuggire ha scelto la morte al fianco di sua moglie. L'ufficiale incaricato dell'esecuzione, Bridea, ordinò anche l'esecuzione dei figli di Togyinka di 13 e 17 anni. La tomba della famiglia Togyinka recita: "Kioltott ártatlan vérök annak a tanúja, hogy ártatlanul haltak. Aludjatok drága szereteink békén az Úrjézusban. A boldog viszontlátásra. ("Il loro sangue innocente è la prova che è morto innocente. Dormite nostri cari in Dio Onnipotente. Un felice addio.").
Il massacro di Ginta fu addirittura contrassegnato come tabù dal governo rumeno fino all'inizio degli anni 2000.